# Aaron Greene
Aaron Greene (Dublín, 2 de enero de 1990) es un futbolista irlandés que juega de delantero en el Shamrock Rovers de la Premier Division de Irlanda.

## Carrera internacional
Greene fue internacional sub-21 con la selección de fútbol de Irlanda.

## Clubes
| Club                  | País    | Año       |
| --------------------- | ------- | --------- |
| Galway United         | Irlanda | 2009      |
| Bohemian F. C.        | Irlanda | 2010      |
| Sligo Rovers          | Irlanda | 2011      |
| Shamrock Rovers       | Irlanda | 2012      |
| Sligo Rovers          | Irlanda | 2013-2014 |
| St Patrick's Athletic | Irlanda | 2014-2015 |
| Limerick F. C.        | Irlanda | 2016      |
| Bray Wanderers        | Irlanda | 2017      |
| Shamrock Rovers       | Irlanda | 2018-Act. |

## Palmarés

### Títulos nacionales
| Título                     | Club                  | País    | Año  |
| -------------------------- | --------------------- | ------- | ---- |
| Copa de Irlanda            | Sligo Rovers          | Irlanda | 2011 |
| Copa de Irlanda            | Sligo Rovers          | Irlanda | 2013 |
| Copa de Irlanda            | St Patrick's Athletic | Irlanda | 2014 |
| Copa de la Liga de Irlanda | St Patrick's Athletic | Irlanda | 2015 |
| Copa de Irlanda            | Shamrock Rovers       | Irlanda | 2019 |
| Premier Division           | Shamrock Rovers       | Irlanda | 2020 |